# Professional Association of Diving Instructors
Professional Association of Diving Instructors (PADI), člen World Recreational Scuba Training Council, je největší základna potápěčů na světě. Byla založena v roce 1966 Johnem Croninem a Ralphem Ericksonem. Jeden ze zakladatelů, John Cronin, byl původně instruktor NAUI, ale později se rozhodl založil spolu s Ericksonem vlastní organizaci a změnit tak přístup k výcviku nových potápěčů. Rozložil systém na několik úrovní. Od základních (Scuba Diver, Open Water Diver) až po ty nejnáročnější (Master Scuba Diver) a řadu instruktorských certifikací. Sdružením se společností DSAT (Diving Science and Technology) začali také nabízet kurzy technického potápění, včetně dekompresního, potápění s trimixem a dalšími směsi plynu.
Systém PADI je založen na modulech, které jsou rozděleny do teorie a samotného rozvíjení praktických zkušeností. Teorie většinou probíhá samostudiem příslušných učebnic, promítáním ukázkových filmů nebo e-learningem. Praktické zkušenosti jsou trénovány nejprve v bazénu, později na volné vodě. Znalosti jsou standardizovány a utvrzovány diskusí s instruktorem a písemným testem. Na konci každého kurzu účastník získá příslušnou kvalifikaci.
Kurzy PADI dbají na praktické znalosti, bezpečnost a schopnosti každého potápěče. Základy potápěčské fyziky, psychologie a chemie jsou stavěny během úvodních kurzů. Hlubší znalosti těchto pojmů člověk získá absolvováním vyšších kurzů a dalšími praktickými zkušenostmi.

## Rozsah
Členové PADI, včetně potápěčských center, resortů, výukových zařízení, instruktorů a divemasterů učí většinu rekreačních potápěčů na celém světě. PADI působí v Austrálii, Kanadě, Švýcarsku, Japonsku, Švédsku, Velké Británii, Rusku, a Spojených státech. Vedení PADI, tzv. PADI Worldwide, sídlí v Kalifornii. Jednotlivé úřady PADI představují více než 130 000 profesionálních členů a přes 5300 potápěčských center a resortů ve více než 180 zemích. Překlady výukových materiálů jsou dostupné ve 26 jazycích. Dnes PADI vydá průměrně 950 000 certifikací za rok, ze kterých je v průměru 550 000 ze základních kurzů. Před lety, když tato společnost získala dominantní postavení na trhu, certifikovala průměrně 70% potápěčů ve Spojených státech a 55% potápěčů ve světě.

## Kritika
PADI je čas od času předmětem kritiky. Obzvláště dvě asociace jsou někdy proti této organizaci, která „hloupě snižuje“ úroveň potápěčských kurzů, dělá je příliš krátké a jednoduché.
V roce 2006 byla PADI kritizována úřadem koronera ve Velké Británii právě za poskytování nedostačujícího tréninku novým potápěčům. Žádný zástupce PADI neposkytl důkazy pro vyšetřování, ale PADI následovně vydala prohlášení, že po desetiletí, co se tato organizace dostala do dominantní pozice, poklesl počet potápěčských nehod. Ačkoli se standardy PADI liší od převažujících systémů ve Velké Británii pod BSAC systémem, tréninkové standardy PADI jsou shodné s World Recreational Scuba Training Council.

## Projekt AWARE
V roce 1995 PADI založila projekt AWARE, který pomáhá udržovat podvodní prostředí. Tento projekt je zahrnut do většiny kurzů a potápěči mají možnost změnit jejich normální kvalifikaci za AWARE kvalifikaci – pomocí darů projektu.

## Programy PADI bez certifikací

Školení systému PADI

- PADI Discover Scuba Diving (Objev potápění s přístrojem)
- PADI Discover Snorkeling (Objev šnorchlování)

## Programy PADI pro děti
- PADI Seal Team (od 8 let)
- PADI Bubble Maker (od 8 let)

## Programy PADI rekreačního potápění s certifikací
- PADI Skin Diver (šnorchlování)
- PADI Junior Scuba Diver
- PADI Scuba Diver (Potápění s přístrojem)
- PADI Junior Open Water Diver
- PADI Open Water Diver (Potápěč ve volné vodě)
- PADI National Geographic Diver
- PADI Adventure Diver
- PADI Advanced Open Water Diver (Pokročilý potápěč ve volné vodě)
- PADI Rescue Diver (Potápěč záchranář)
- PADI Speciality Courses (Speciální kurzy)
- PADI Master Scuba Diver

## Speciální kurzy PADI
- PADI Altitude Diver Specialty Course (Potápění ve vyšších nadmořských výškách)
- PADI Boat Diver Speciality Course (Potápění z lodi)
- PADI Cavern Diver Specialty Course (Potápění ve vstupních partiích jeskyní)
- PADI Deep Diver Specialty Courses (Hloubkové potápění)
- PADI Digital Underwater Photographer Specialty Course (Podvodní fotograf)
- PADI Diver Propulsion Vehicle Specialty Course
- PADI Drift Diver Specialty Course (Proudové potápění)
- PADI Dry Suit Diver Specialty Course (Potápění v suchém obleku)
- PADI Emergency Oxygen Provider Course (Poskytování kyslíkové léčby)
- PADI Enriched Air Diver Specialty Course (Potápění s nitroxem)
- PADI Equipment Specialist Specialty Course
- PADI Ice Diver Specialty Course (Potápění pod ledem)
- PADI Multilevel Diver Specialty Course (Víceúrovňové potápění)
- PADI Night Diver Specialty Course (Noční potápění)
- PADI Project AWARE Coral Reef Conservation Specialty Course (Projekt AWARE korálové útesy)
- PADI Project AWARE Fish Identification Specialty Course (Určení a poznání druhů ryb)
- PADI Project AWARE Peak Performance Buoyancy (Mistrovské zvládnutí vyvažování)
- PADI Project AWARE Specialty Course
- PADI Search and Recovery Specialty Course (Vyhledávání a vyzdvihování)
- PADI Semiclosed Rebreather Course Specialty Course (Potápění s polouzavřeným potápěčským přístrojem)
- PADI Underwater Naturalist Specialty Course (Podvodní přírodovědec)
- PADI Underwater Navigator Specialty Course (Podvodní navigace)
- PADI Underwater Photographer Specialty Course (Podvodní fotograf)
- PADI Underwater Videographer Specialty Course (Podvodní video)
- PADI Wreck Diver Specialty Course (Vrakové potápění)

## Profesionální PADI certifikace
- PADI Divemaster
- PADI Assistant Instructor
- PADI Open Water Scuba Instructor (OWSI)
- PADI Specialty Instructor
- PADI Master Scuba Diver Trainer (MSDT)
- PADI IDC Staff Instructor
- PADI Master Instructor
- PADI Course Director